# Conservatoire à rayonnement régional de Cergy-Pontoise
 (février 2023).
 (février 2023).
Le conservatoire à rayonnement régional de Cergy-Pontoise, établissement d'enseignement artistique agréé et contrôlé par l'État (Direction générale de la Création artistique du ministère de la Culture et de la Communication), représenté par la direction régionale des Affaires culturelles (DRAC), est un conservatoire à rayonnement régional (CRR). Il est l'un des 8 CRR de la région parisienne. Il propose trois spécialités, musique, chorégraphie et art dramatique.
Le conservatoire a son siège à Cergy-Pontoise (Val-d'Oise, France). Il possède des antennes à Éragny, Cergy et Pontoise.

## Histoire
L'enseignement de la musique, en 1970, à Cergy-Pontoise, est assurée par une école de musique, gérée par l'association pour le développement de la musique et des arts (ADMAC). En 1982, l'école adopte le statut d'ENM (école nationale de musique). C'est en 1997 que le ministère de la Culture reconnaît à l'école nationale de musique, danse et art dramatique de Cergy-Pontoise le statut de conservatoire national de région, à nouveau modifié en conservatoire à rayonnement régional (CRR) en 2007.

### Directeurs successifs
- Andrée-Claude Brayer - 1983 à 2014
- Benoît Girault - 2015 à 2023
- Christophe Cavalier - depuis 2023

## Le CRR aujourd'hui
Le conservatoire, et ses 88 professeurs, accueillent 1250 élèves (2015).

### Diplômes délivrés
Le conservatoire délivre le diplôme d'études musicales (DEM), le diplôme d'études chorégraphiques (DEC) et le diplôme d'études théâtrales (DET).
Désormais le CRR propose un troisième cycle à trois branches :
- un cursus non diplômant ;
- un cycle de pratique amateur, le CPA, délivrant le certificat d'études musicales (CEM), un certificat d'études chorégraphiques (CEC) et un certificat d'études théâtrales (CET) ;
- un cycle d'enseignement professionnel initial (CEPI).

En attendant que soient institués les DNOP (diplôme national d'orientation professionnelle, décret du 16 juin 2005) dont la mise en place tarde par défaut de financement, ce sont des DEM, DEC et DET que continue de délivrer le CRR de Cergy-Pontoise.

### Enseignement
Le CRR propose une initiation à la danse et à la musique dès l'âge de 4 ans, au théâtre dès l'âge de 8 ans, un socle d'apprentissage très structuré en 1er et 2e cycles, un 3e cycle de pratique amateur de haut niveau, un 3e cycle d'enseignement professionnel initial, et un 3e cycle accueillant des adultes désireux de se perfectionner, le tout dans une cinquantaine de disciplines.
Dans le domaine musical, le conservatoire délivre un enseignement concernant les cordes (violon, alto, violoncelle, contrebasse), les bois (flûtes, hautbois, basson, saxophone, clarinette), les cuivres (cor, trompette, trombone, tuba) ainsi que les instruments polyphoniques (piano, accordéon, guitare, harpe, orgue, percussions). Des classes de chant, d’écriture et de composition musicales sont également organisées. De même l’enseignement de la musique ancienne (flûte à bec, clavecin, contrebasse baroque, viole de gambe et violon baroque) fait partie de la palette du conservatoire. Les disciplines collectives (chant choral, orchestre, musique de chambre, ensembles instrumentaux) y sont également représentées. Le projet d'établissement voté en 2011 met l’accent sur le jazz, les musiques actuelles amplifiées, et le théâtre.
Un nouveau projet d'établissement est en préparation et devrait voir le jour rapidement.
La danse classique, la danse jazz et la danse contemporaine font partie de l’offre chorégraphique du conservatoire.
Cette offre est accompagnée d’une action artistique (120 auditions et concerts annuels, master class, cartes blanches), ainsi qu'une offre de vingt à trente concerts professionnels, la saison musicale à Cergy-Pontois). Il prépare également à une pratique professionnelle de haut niveau pour tous ceux qui se destinent à un métier d'interprète dans les domaines de la musique, de la danse et du théâtre.
À la rentrée 2011, l'université de Cergy-Pontoise et le CRR ont ouvert un pôle d'enseignement supérieur avec la licence lettres et arts : celle-ci décline trois parcours, musique, danse et théâtre, permettant aux étudiants de conjuguer des études supérieures de lettres modernes et des études supérieures artistiques dans de nombreuses disciplines. L'entrée dans ce cursus est réservée à des étudiants possédant le baccalauréat, et du niveau DEM, DEC ou DET. En 2012, le CRR accueille une quarantaine d'étudiants dans les trois disciplines musique, danse et théâtre. Le CRR, depuis le développement de son pôle supérieur, aide désormais ses étudiants à passer au moins une année dans un conservatoire supérieur européen, grâce à sa licence Lettres et Arts. Quelques étudiants ont déjà pu bénéficier d'échanges très fructueux et intégrer pour une année au moins de prestigieux Conservatoires étrangers.

### Financement
Ainsi que les autres CRR du territoire, le conservatoire est désormais financé pratiquement dans sa totalité par la communauté d’agglomération de Cergy-Pontoise.

### Partenariats
Le conservatoire, en partenariat avec l’Éducation nationale, s’inscrit dans un cycle de classes à horaires aménagés, tant dans le domaine musical, chorégraphique que théâtral. L’école primaire Le Chemin-Dupuis (musique), les collèges (musique et danse Les Touleuses (Cergy), et Les Merisiers (chant choral et musique [Jouy-le-Moutier) participent à cette initiative.
Un partenariat est mis en place avec l'école maternelle Belle-Épine à Cergy-Saint-Christophe (140 élèves) où se déroule tout au long de l'année une initiation au concert réalisée par des professeurs du CRR.
En 2010, le CRR entre dans le PRES (pôle de recherche de l'enseignement supérieur) de Cergy-Pontoise et ouvre en 2011 une licence lettres et arts en partenariat avec l'université de Cergy-Pontoise. À la rentrée 2012, le CRR compte une quarantaine d'étudiants dans cette Licence, entre les trois parcours proposés avec l'Université.

## Saisons de concerts
Le CRR de Cergy-Pontoise propose une saison annuelle artistique d'une vingtaine de spectacles, et en 2011, entre la diffusion des étudiants du CRR et la saison musicale, 13 000  spectateurs ont assisté aux différentes manifestations proposées[réf. nécessaire], par le biais notamment de son orchestre symphonique, par les professeurs du CRR, et par de nombreux artistes invités.
Le CRR a créé tous les deux ans un opéra, (parmi les plus récents, West Side Story de Bernstein, Orphée et Eurydice de Gluck, ou encore La Traviata de Verdi) grâce à un partenariat avec la Scène Nationale L'apostrophe. En mai 2009, le Barbier de Séville de Rossini, dans une mise en scène Gérald Chatelain et sous la direction musicale Andrée-Claude Brayer, a donné lieu à six représentations. En avril et mai 2011, c'est Cosi fan tutte de Mozart qui est représenté à six reprises à la Scène Nationale, théâtre des Louvrais de Pontoise, dans une mise en scène d'Yves Beaunesne. Ont suivi l'opéra de Donizetti "Lucia de Lammermoor)
en 2013 et Pelléas et mélisande de Claude Debussy (mise en scène Coco Felgeirolles)
Des partenariats sont mis en place, entre autres, avec le centre culturel de Jouy-le-Moutier, avec le théâtre 95, scène conventionnée pour les écritures contemporaines, L'Apostrophe (scène nationale) de Cergy-Pontoise et les structures artistiques institutionnelles du territoire. Des coproductions sont régulières avec les festivals Jazz au Fil de l'Oise, Piano-Campus, le festival baroque de Pontoise et le festival d'Auvers-sur-Oise. Quant aux concerts de musique de chambre, ils ont lieu le plus souvent au CRR, dans l’auditorium Olivier-Messiaen.